# Château d'Époisses
Le château d'Époisses est situé dans le village d'Époisses, en Côte-d'Or, France. Datant du Moyen-âge, il est remanié par ses propriétaires successifs et partiellement démoli durant la Révolution française. Il héberge encore aujourd'hui l'église paroissiale du village.

## Historique

### Un château médiéval
Le château d'Époisses serait, si l'on en croit la tradition, antérieur au VIe siècle. La reine Brunehaut y aurait en effet fréquemment séjourné avec son petit-fils Thierry, le jeune roi de Bourgogne.
Devenu maison seigneuriale au XIIe siècle, le château entre en possession de la famille de Montbard, puis de 1237 à 1421 de celle des Mello : Dreu de Mello, dit le Jeune, petit-fils du connétable Dreux de Mello (cf. l'article Dreux V), avait en effet épousé vers 1225 Helvise ou Alois de Montbard, dame d'Époisses et de Givry, fille d'André III de Montbard et probablement d'Huguette de Bourgogne-Montaigu. Les Mello deviennent ainsi sires d’Époisses et de Givry, en même temps que de Lormes et de Château-Chinon (car Helvise de Montbard étant sans doute la nièce héritière d'Hugues III de Lormes et Château-Chinon).
En 1377, Philippe le Hardi, duc de Bourgogne séjourne à Époisses.
Au XVe siècle, à la mort de Claude de Bourgogne-Montaigu, seigneur de Couches et de Givry, neveu des Mello, Louis XI donne la terre d’Époisses en apanage au maréchal de Bade-Hochberg, son neveu par alliance (une part secondaire de la seigneurie passe aux d'Aumont, aussi descendants des Mello). Celui-ci n'a qu'une fille, Jeanne, comtesse de Neuchâtel, qui épouse Louis d'Orléans, duc de Longueville (petit-fils de Dunois, bâtard de Louis Ier d'Orléans et de Mariette d'Enghien). Ceux-ci apportent à leur tour quelques modifications au château.

### Une terre passée de mains en mains
Époisses est par la suite la propriété de Jacques de Savoie, duc de Nemours et comte de Genève, petit-fils de Jeanne de Bade-Hochberg, connu pour être le protagoniste du roman de Madame de La Fayette, La Princesse de Clèves.
Endetté, le duc vend en 1561 le château au maréchal Imbert de La Platière, un gentilhomme originaire du Nivernais. Celui-ci transforme profondément Époisses, faisant notamment construire le porche de la tour qui porte aujourd'hui son nom. À sa mort sans enfant en 1567, le château passe par héritage à sa nièce Françoise de la Platière, dame des Bordes, épouse de Louis d'Ancienville.
De 1591 à 1595, la Ligue s'empare du château, le pille, et fait édifier des fortifications supplémentaires. Louis d'Ancienville devra les rembourser pour entrer de nouveau en possession de sa demeure. Il obtient en janvier 1613 l'érection de son château en marquisat (avec union des terres d'Époissotte, Corrombles, Toutry, Torcy, Pouligny, Vic-de-Chassenay, Menetoy, Ménétreux, Athie-sous-Montréal, Genouilly et Dompierre-en-Morvan).

### Les Guitaut à Époisses

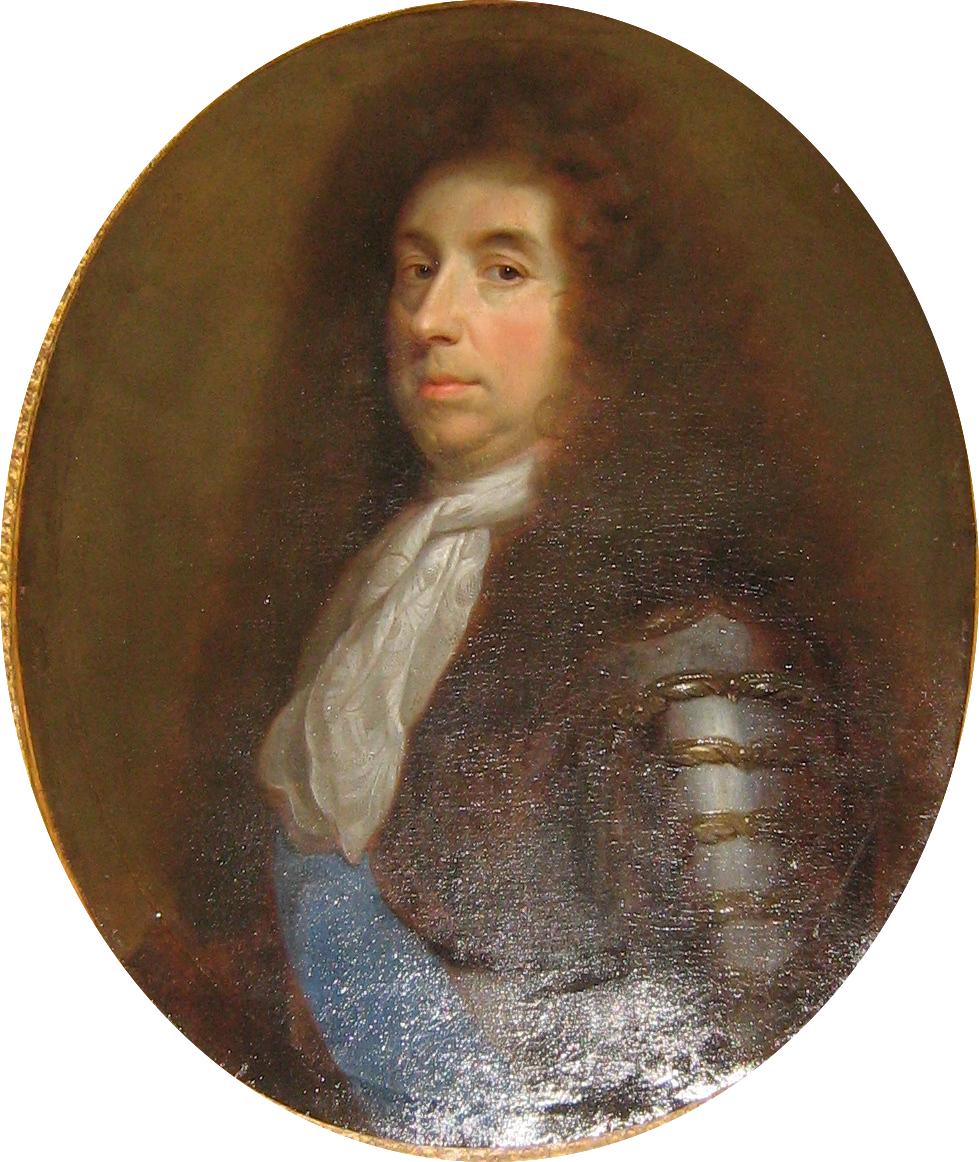
Guillaume de Pechpeyrou-Comminges, comte de Guitaut et marquis d'Époisses.

Deux générations plus tard, c'est leur petite-fille qui hérite d’Époisses : Madeleine de La Grange d'Arquien, cousine germaine de Marie-Casimire-Louise-reine de Pologne, épouse en 1661 un proche du Grand Condé, Guillaume de Guitaut (1626-1685), un descendant de la famille de Comminges-Guitaut (laquelle serait issue des anciens comtes de Comminges). Mais Madeleine meurt jeune, en 1667, sans avoir donné d'enfants à son époux. Elle trouve cependant le moyen (un fidéicommis) de lui léguer ses terres d’Époisses, par l'intermédiaire du prince de Condé.
Celui-ci n'en sera propriétaire qu'un an, mais aurait, selon la légende, formulé le vœu de voir construire un balcon sur la tour nord afin d'admirer pleinement la vue. Ce balcon (qui existe toujours sur la tour qui aujourd'hui porte le nom de Condé) aurait été construit en une journée.
Quoi qu'il en soit, Condé restitue à son fidèle ami les terres de sa défunte épouse, et Guillaume, désormais riche, se remarie à Antoinette-Élisabeth de Verthamon, dame de Bréau, de vingt quatre ans sa cadette. Il restaure et transforme la vieille place forte et en fait une demeure agréable et confortable, qu'il n'a de cesse d'embellir. Il s'y installe même définitivement après l'incendie de son hôtel parisien, et y reçoit ses amis, parmi lesquels figurent la marquise de Sévigné (qui dispose de sa chambre au château), la comtesse de Toulongeon et la comtesse de Fiesque. Cette fin de XVIIe siècle est l'apogée d’Époisses.
Un siècle plus tard cependant, la Révolution de 1789 assombrit ce tableau. Le Comité de salut public juge cette forteresse dangereuse, surtout entre les mains d'une famille dont certains membres ont émigré. Il est décidé après bien des négociations que seules les parties fortifiées du château seraient rasées. La partie sud d’Époisses disparaît et toutes les tours sont ramenées à hauteur des toits.
Après la Révolution, la famille de Pechpeyrou-Comminges de Guitaut entreprend la restauration de la demeure et borde la terrasse par une balustrade. La comtesse de Guitaut (née Thomassin de Bienville) fait reconstruire les écuries et sa belle-fille (née Le Cornu de Balivière) entreprend la décoration des plafonds de plusieurs salons (salon de musique, vestibule...).
Depuis lors, le château d'Époisses est resté dans les mains de la même famille, qui l'entretient et le rénove. Il est ouvert à la visite : toute l'année pour l'extérieur et en juillet-août pour l'intérieur.
Le parc est un site inscrit depuis le 22 février 1946. Les douves, les ponts, les deux enceintes ainsi que le sol et tous les bâtiments entre les enceintes, les dépendances, l'église et le château, ont été classés monument historique le 12 juin 1992.

## Description

### XeauXIIIesiècle

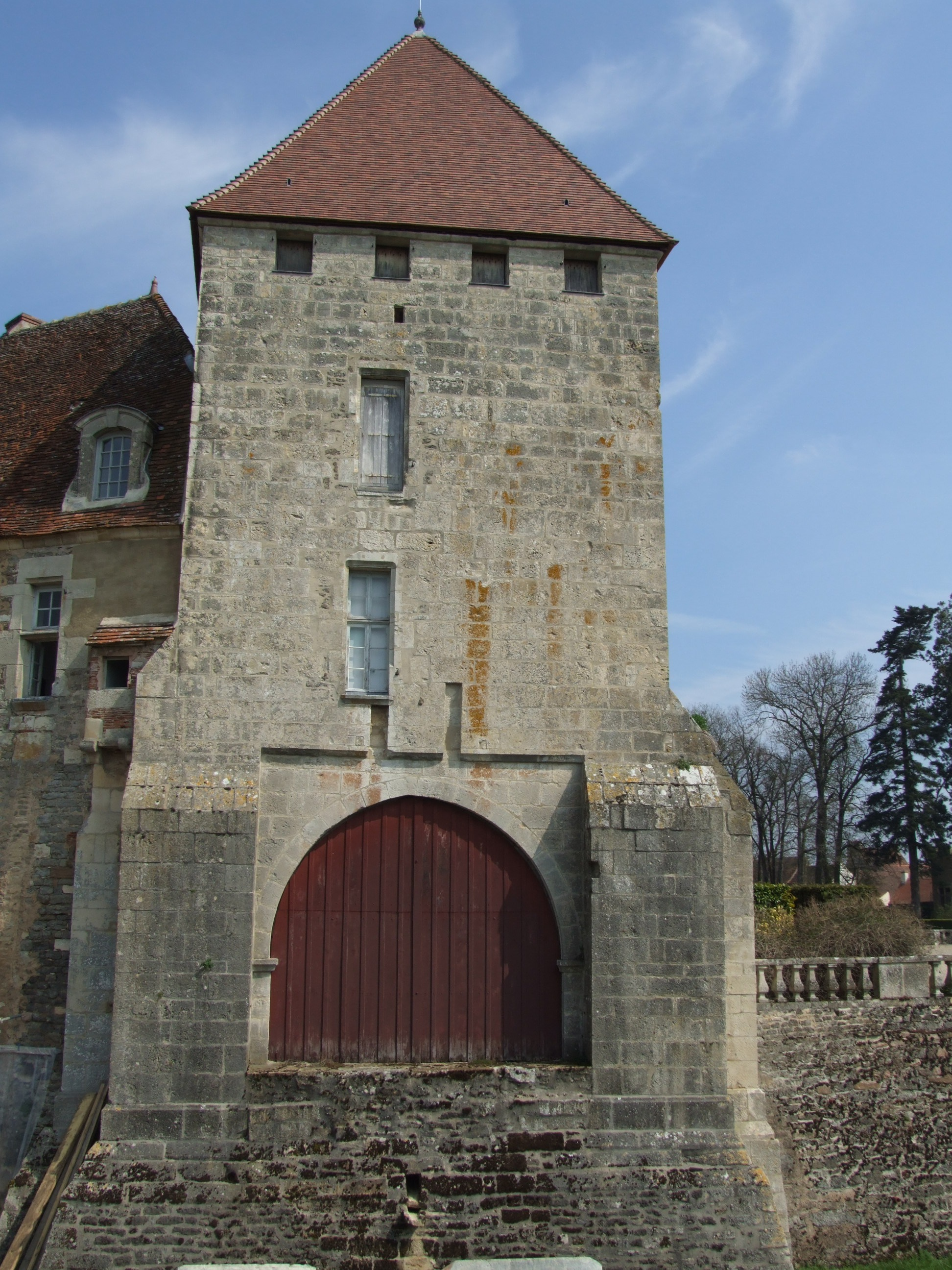
Tour Bourdillon construite sur une base du X et rénovée en 1560.

Lors de sa construction, le château se situe à l'écart du village et est entourée par une double enceinte fortifiée. Le village se construit entre les deux rangs de fortification avec notamment une abbatiale construite au XIIe siècle. Pour protéger le château, quatre tours sont élevées : le donjon est édifié au XIIIe siècle selon un type de construction assez rare en Bourgogne, il est appelé aussi tour Brunehaut et permet d'entrer dans le château. Une autre tour du château, nommée tour Bourdillon, est bâtie sur les bases d'une tour du Xe siècle.

### XIVeauXVIIIesiècle
En 1560, la tour Bourdillon est restaurée par Imbert de La Platière de Bourdillon, maréchal de France.
Le village s'agrandit est le château en devient le centre. À cette époque, le château d'Époisses est composé d'un grand bâtiment flanqué de deux petites ailes et de grosses tours à base carrée. Un beau parc fleuri, entouré d'une double enceinte de fortifications, avec des douves, encadre l'ensemble. Sur la muraille extérieure, se détachent des échauguettes.
Dans le parc du château, sont également à remarquer une église qui est devenue l'église paroissiale du village (avec une représentation murale du Dit des trois morts et des trois vifs : trois jeunes gentilshommes sont interpelés dans un cimetière par trois morts, qui leur rappellent la brièveté de la vie et l'importance du salut de leur âme), ainsi qu'un magnifique colombier du XVIIe siècle, avec une échelle tournante et près de 3000 boulins (ou niches). Le parc accueille également l'école privée Sainte-Louise.

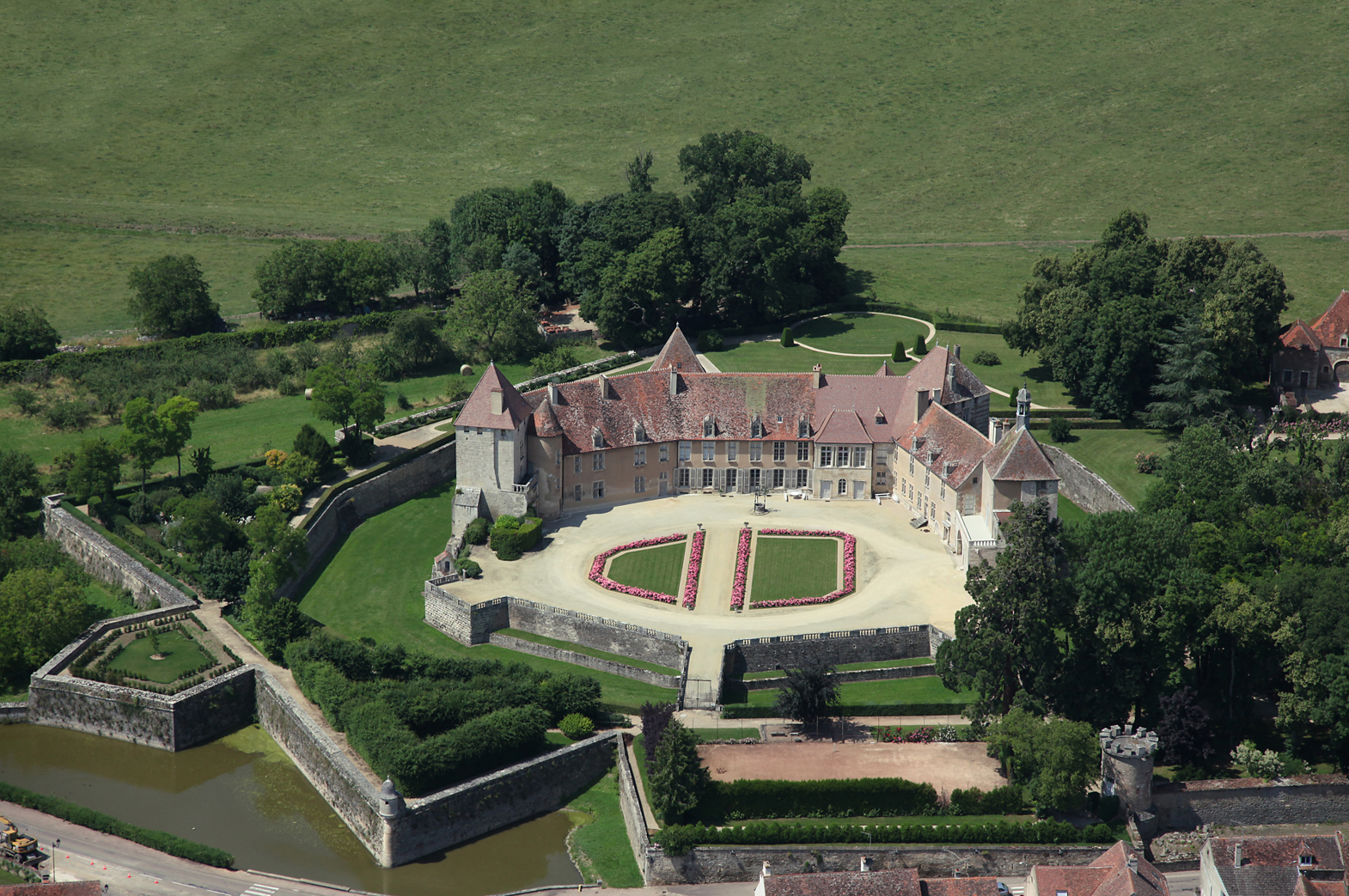
Vue aérienne du château et de sa double enceinte fortifiée.
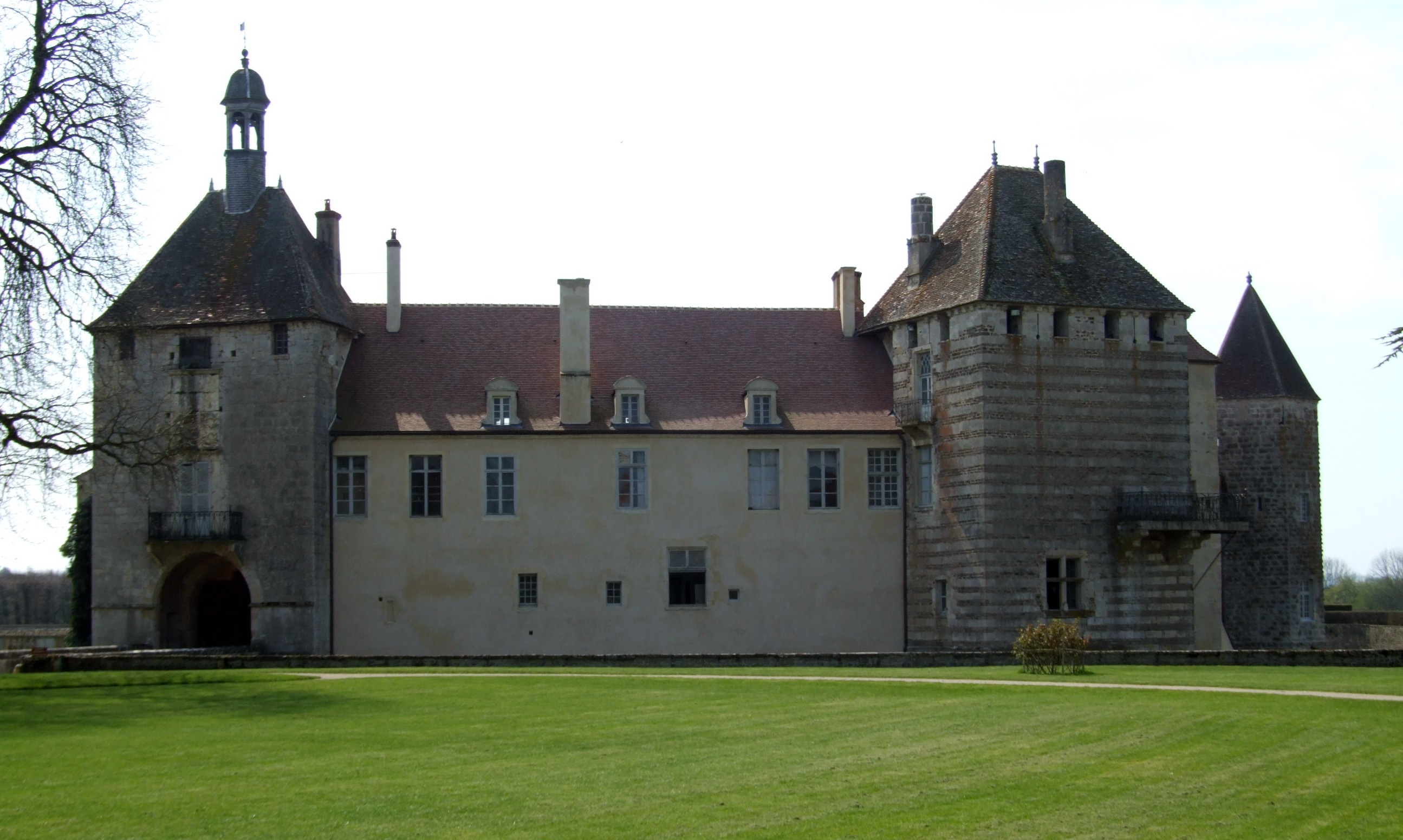
Vue du château depuis l'avant-cour.
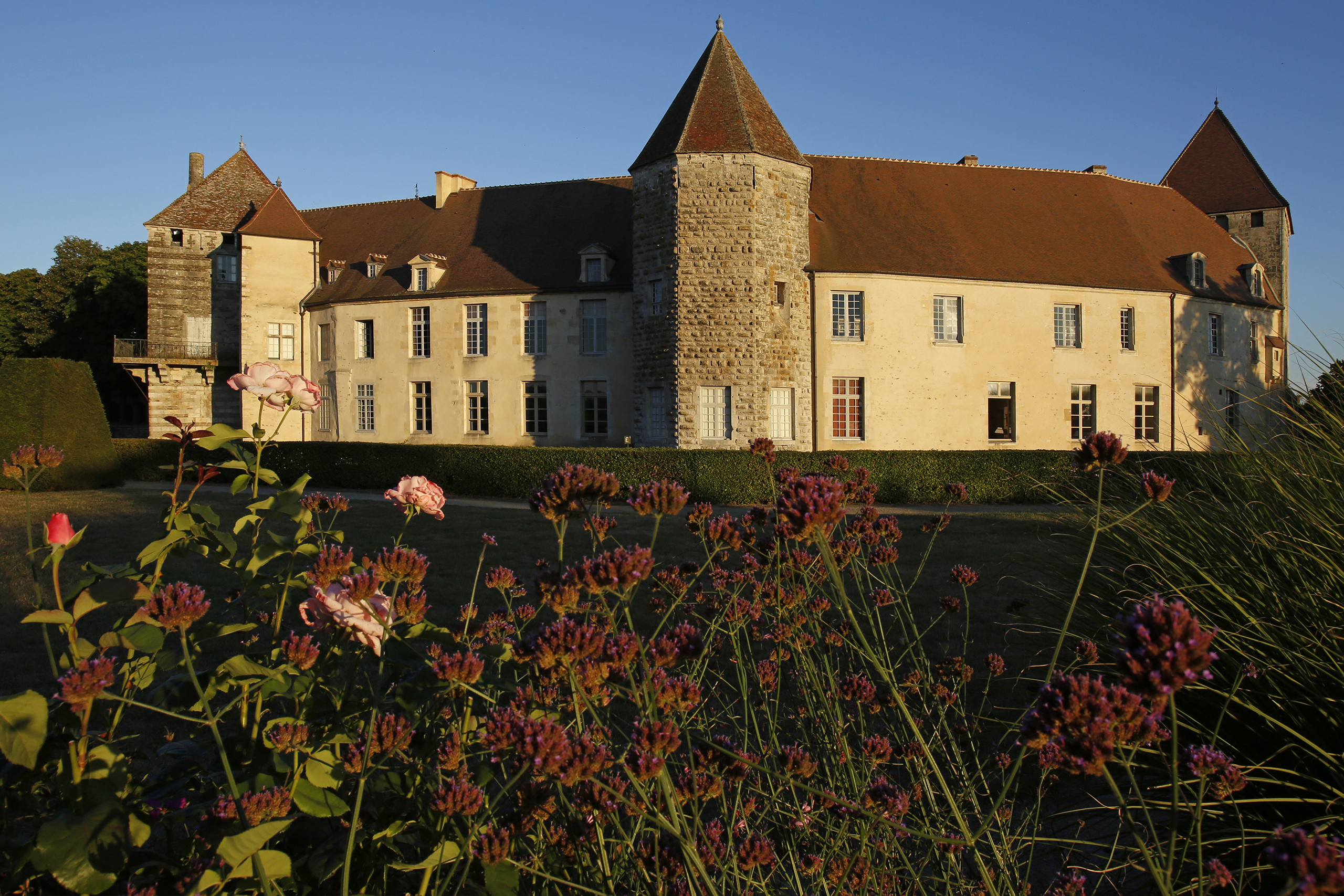
Vue de l'arrière du château depuis les jardins
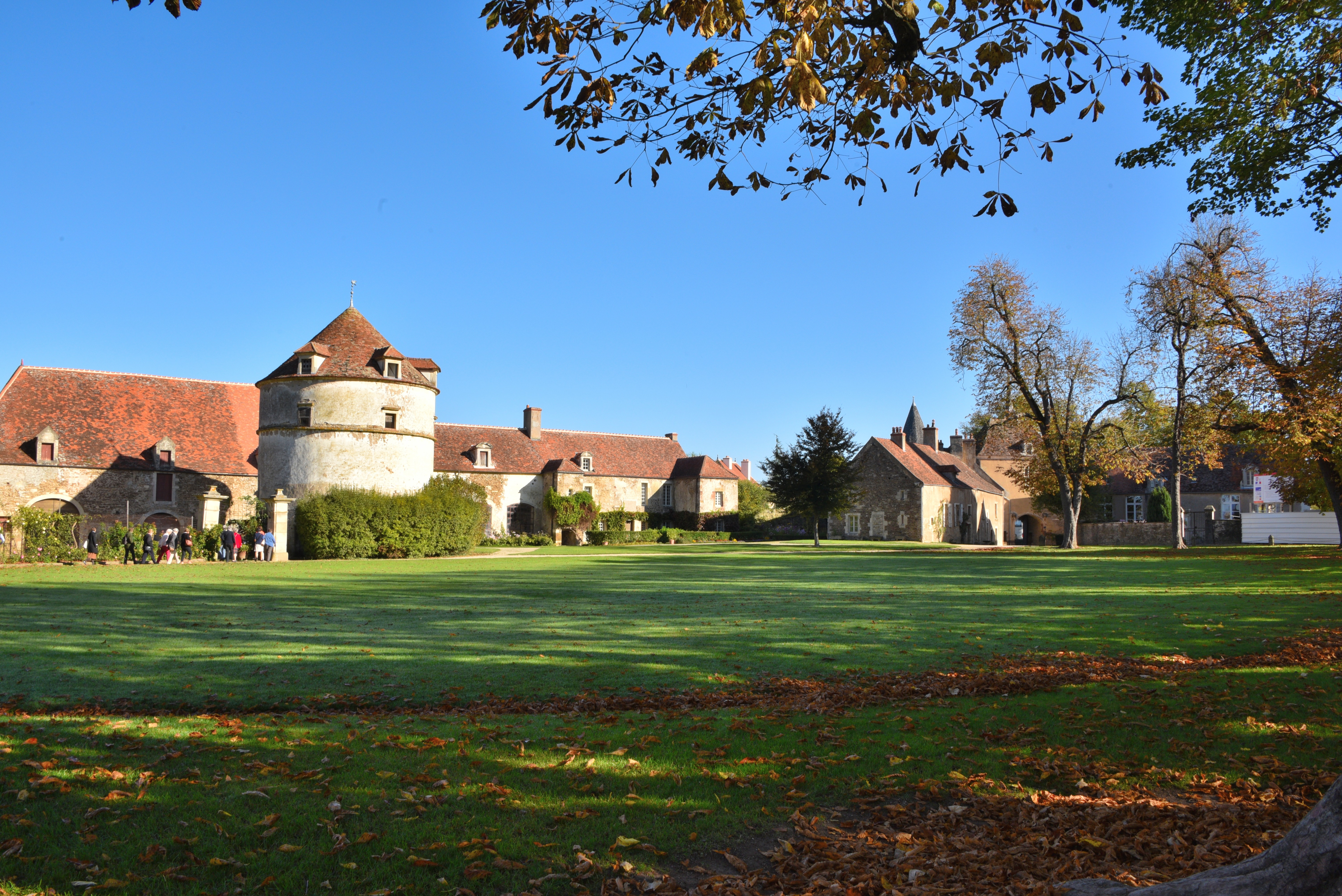
Vue des communs Nord du château
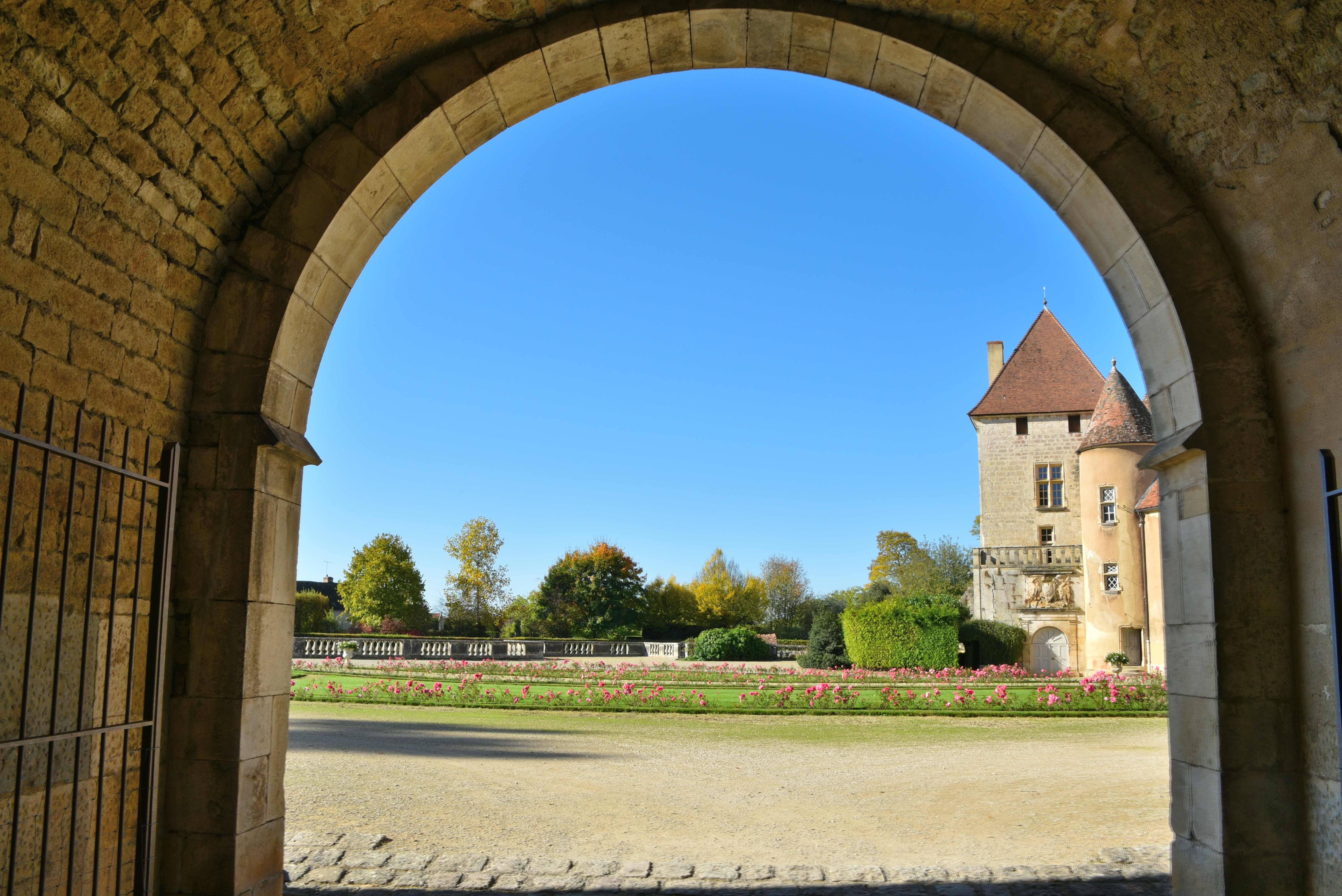
Vue de la cour d'honneur depuis le porche
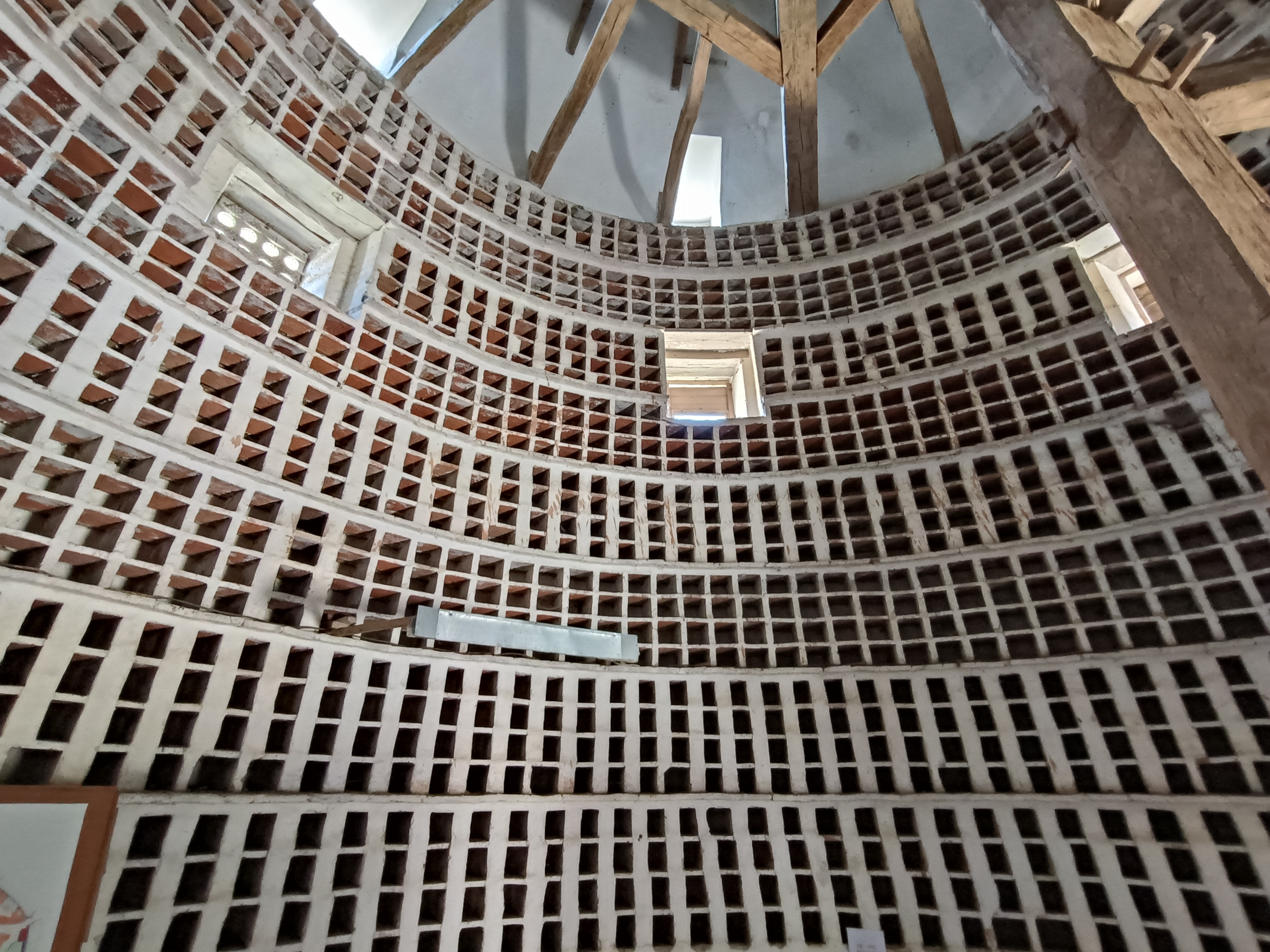
Intérieur du colombier
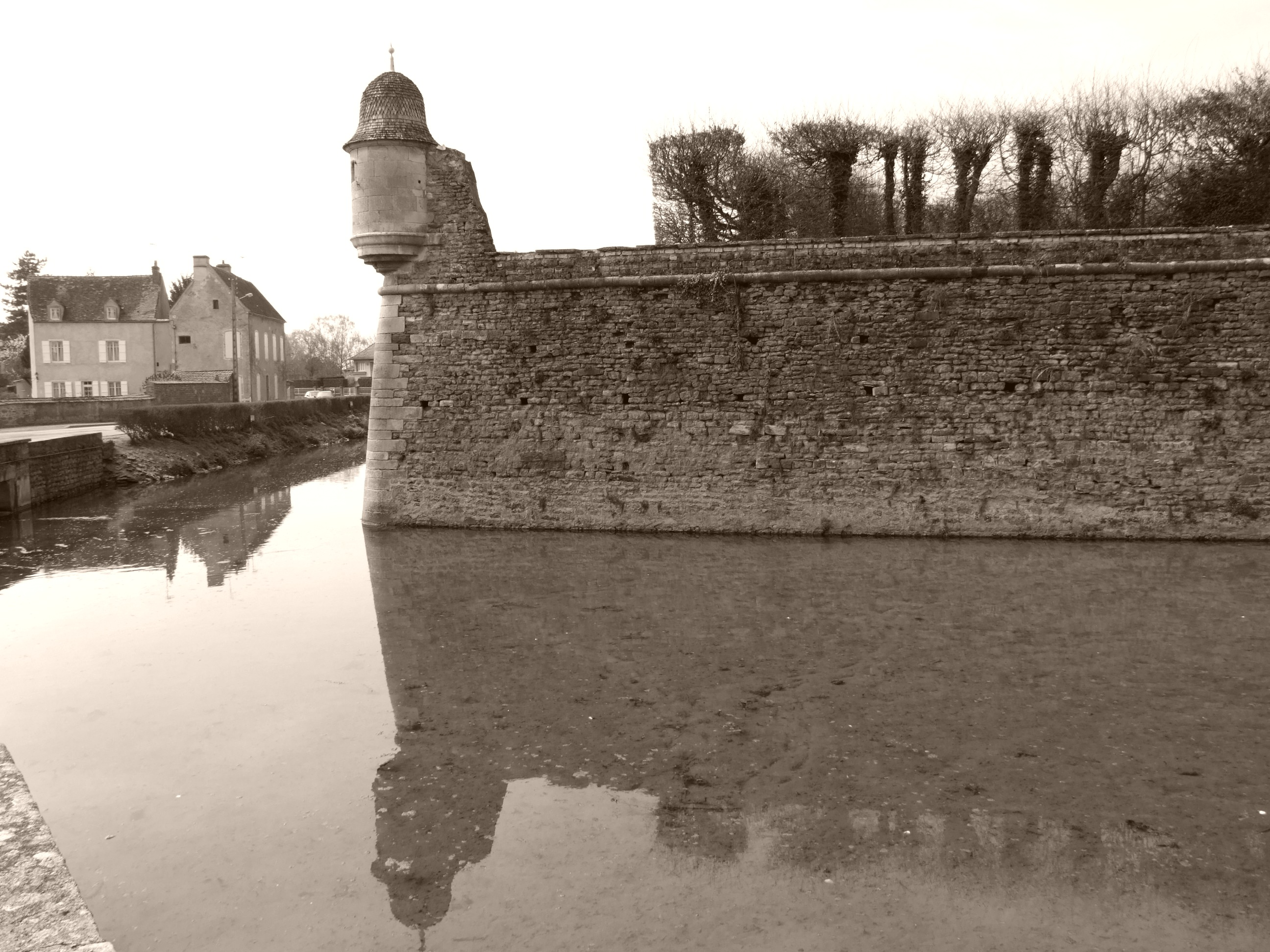
Vue sur l'échauguette de l'enceinte extérieure
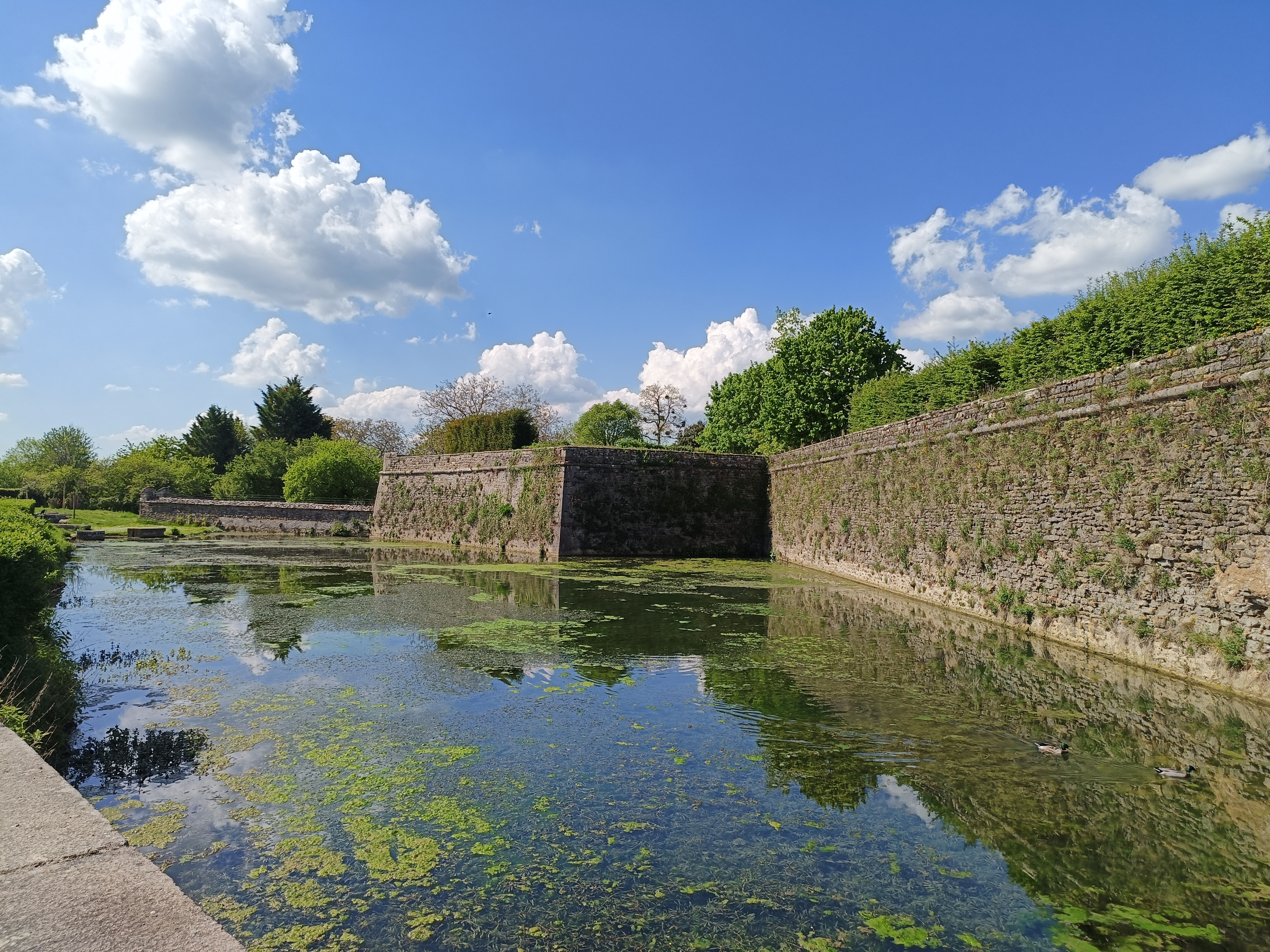
Enceinte extérieure
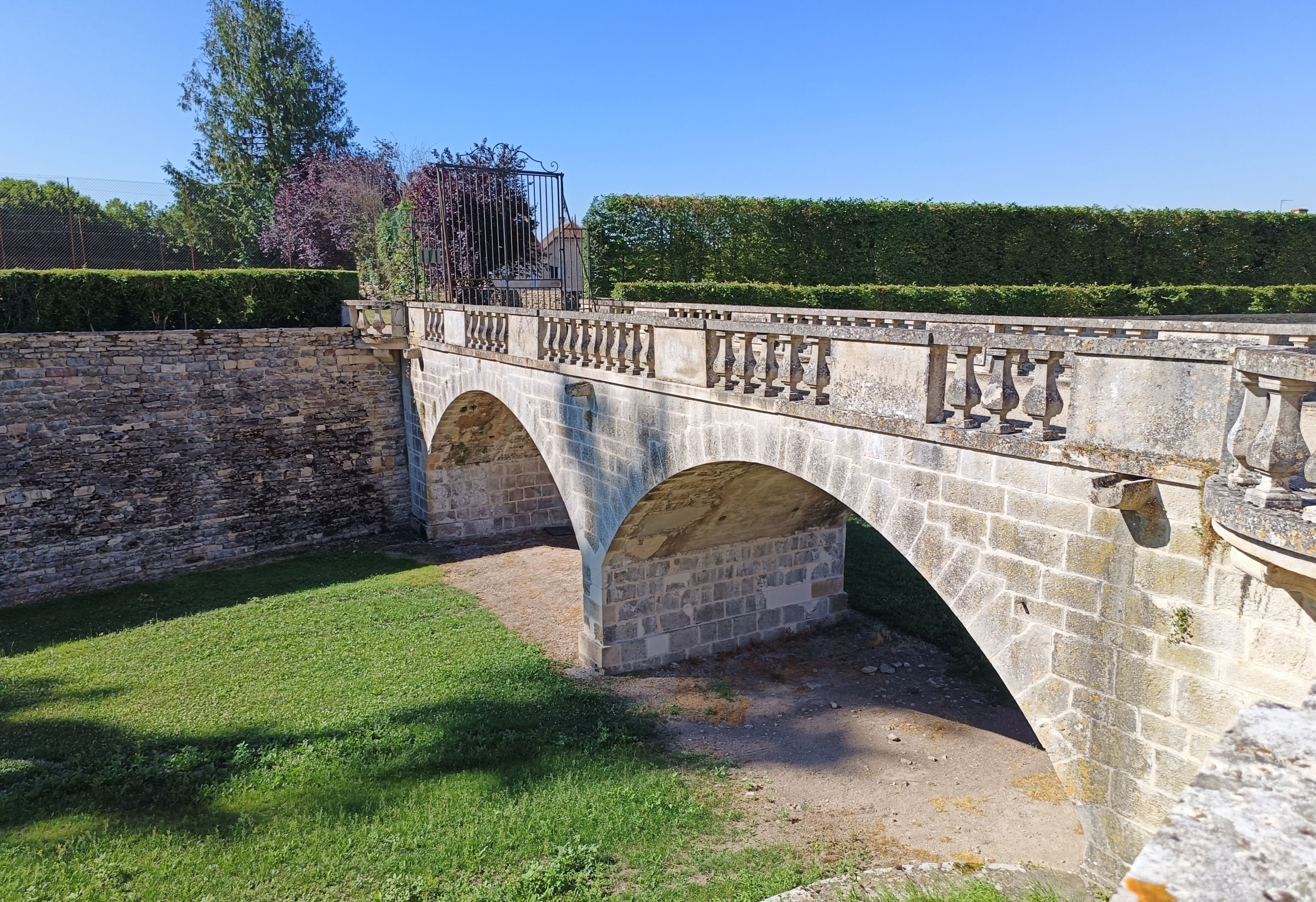
Pont sur le fossé de l'enceinte intérieure
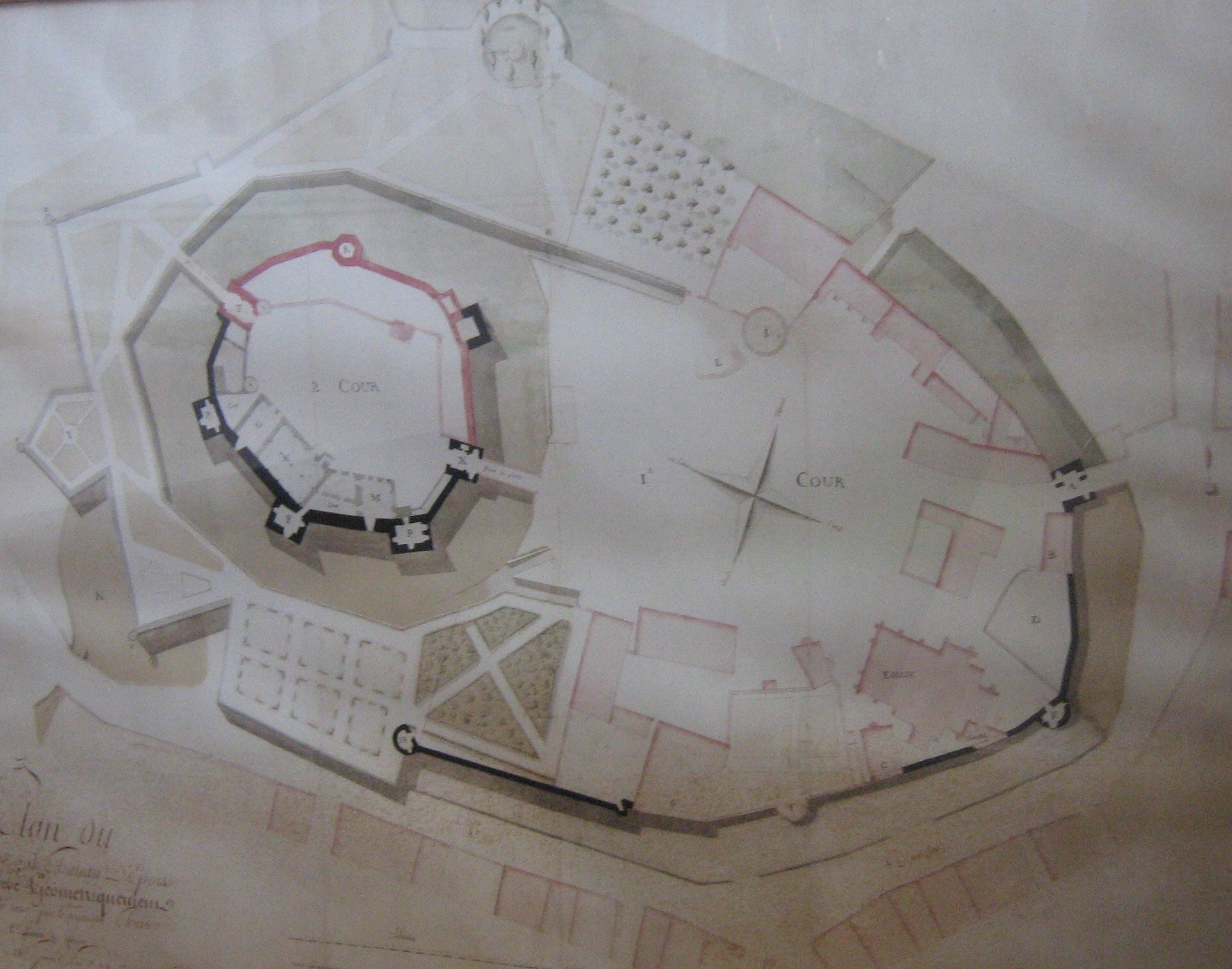
Plan du château montrant (en noir) les parties arasées lors de la Révolution.